# Peroralni prašek
Perorálni prášek je v farmaciji enoodmerni ali večodmerni prašek za peroralno aplikacijo. Sestavljeni so iz trdnih, prstih, suhih delcev različne stopnje razdrobljenosti. Vsebujejo eno ali več zdravilnih učinkovin ter, če je potrebno, ustrezne pomožne snovi. Zaužijejo se v vodi, z njo ali z drugo primerno tekočino, lahko pa se zaužijejo enostavno kot praški, odvisno od posameznega zdravila.
Posebna oblika so šumeči praški, ki v splošnem vsebujejo kisle snovi in karbonate, ki ob prisotnosti vode hitro reagirajo in sproščajo ogljikov dioksid. Pred uporabo jih raztopimo ali dispergiramo v vodi.

## Izdelava
Pri izdelavi peroralnih praškov je treba upoštevati dobro proizvodno prakso. Zagotoviti je treba ustrezno velikost delcev z ozirom na namen uporabe, minimalizirati tveganje za mikrobiološko kontaminacijo ali navzkrižno kontaminacijo.